# Русский ведизм

«Волчий коловрат» — один из символов русского ведизма

Русский ведизм (также петербургский ведизм, питерская языческая школа) — течение славянского неоязычества (родноверия). В ряде случаев  рассматривается как понятие, тождественное русскому неоязычеству.

## Движения и представители
Понимание древнеславянского язычества и культуры в качестве «ведизма», «арийской» (праиндоевропейской) религии и «ведической цивилизации», и проведение различных индийско-славянских параллелей восходят к русскому белоэмигранту, писателю Юрию Миролюбову (1892—1970), первому издателю и вероятному автору-фальсификатору «Велесовой книги», автору работы «Риг-Веда и Язычество». В широкий же оборот в России термин «ведизм» ввёл деятель неоязычества, философ Виктор Безверхий (языческое имя — Остромысл).
Первым «ведическим» движением стал «Союз венедов», основанный Безверхим в 1990 году в Ленинграде на базе существовавшего с 1986 года в основном среди курсантов военных вузов неформального «Союза волхвов». В своих сочинениях, получивших собирательное название «Книги Волхвов», Безверхий обращается к «Велесовой книге», Ведам и индоевропейской мифологии. Понятие Бога пантеистично: есть лишь самовоспроизводящая себя Природа, олицетворённая в боге Свароге, — прочие имена славянских богов суть его формы. Религиозная обрядность в целом расценивается как искажение нерелигиозной ведической мудрости. Безверхий почитал Гитлера и Гиммлера. В узком кругу своих учеников он пропагандировал расовые и антисемитские теории, призывая к избавлению человечества от «неполноценного потомства», возникающего вследствие межрасовых браков. Таких «неполноценных людей» он называл «ублюдками», относил к ним «жидов, индийцев или цыган и мулатов» и считал, что они мешают обществу достичь социальной справедливости. В возрасте 51 года он принёс клятву «посвятить всю свою жизнь борьбе с иудейством — смертельным врагом человечества». Текст этой клятвы, написанной кровью, был обнаружен у него при обыске в 1988 году. Безверхий разработал теорию «ведизма», согласно которой, в частности: «В случае победы фашизма все народы будут просеяны через сито определения расовой принадлежности, арийцы будут объединены, азиатские, африканские и индейские элементы поставлены на свое место, а мулаты — ликвидированы за ненадобностью».
Ещё более пантеистической является ведическая теология «ученика» Безверхого, основателя в 1991 году в Санкт-Петербурге движения «Схорон еж словен», оно же «Шаг Волка», целителя Владимир Голякова (языческое имя — Владимир Богумил Второй Голяк). Тремя основными положениями его вероучения о Всебоге являются: «Бог есть всё», «Что есть — то есть» и «Всё есть Бог».
Ответвлением «Союза венедов», обращающимся к идейному наследию Безверхого и его разработкам проведения праздников, с 2000 года является петербургское движение «Солнцеворот» Артёма Талакина, имеющее филиалы в нескольких городах.
Представителями петербургского ведизма, напрямую не связанными с «Союзом венедов», выступают некоторые иные деятели и движения. Так, примерно одновременно с Безверхим начал свою деятельность в Ленинграде врач Сергей Семёнов и его Духовный союз «Тезаурус», начавшийся в 1984 году со Студии (клуба) психической культуры, закрытой властями в 1987. Среди дочерних организаций Союза наиболее известно политическое Русское освободительное движение (РОД). Своё учение Семёнов именует «Русская Веда», или «аутентизм» — «самобытный опыт восхождения в духе русских людей конца советской эпохи». Целью является достижение людьми уровня богочеловечества в пантеистическом Боге-Роде, в чём ключевая роль принадлежит России-богоносице и славянскому язычеству.
В Петербурге лежат истоки религиозно-политической организации Концептуальная партия «Единение» (КПЕ) (прежде — Народное движение «К богодержавию», созданное в 1997 году, с 2009 года — Российское общенародное движение «Курсом Правды и Единения»), лидер — генерал-майор Константин Петров (языческое имя — Мерагор). Партийная «Концепция общественной безопасности России „Мёртвая вода“» за авторством интеллектуального жреческого центра «Внутренний Предиктор СССР» содержит, как сугубо политико-экономические положения, так и культур-религиозную идеологию, где русский язык считается священной «Всеясветной грамотой» и воплощением ведического дохристианского знания, лежащего в основе русской классической литературы. Катастрофичность же истории России вызвана разлагающим воздействием церковного православного языка, запрограммированного еврейской Библией.
Проживающий в Петербурге российско-украинский гипнотизёр Виктор Кандыба («пророк» Канди), основатель «Русской религии», автор книг «Ригведа: Религия и идеология русского народа» и «История русской империи», где русские объявляются древними творцами мировой цивилизации, свой трансовый метод также называет древнерусской ведической традицией.
Ряд деятелей, движений и организаций славянского неоязычества (родноверия), не будучи представителями «петербургского ведизма», тем не менее используют термин «ведизм» в своих книгах и наименованиях. Это Илья Черкасов (языческое имя — Велеслав), один из основателей родноверческой организации Содружество славянских родноверческих общин «Велесов круг», а прежде — Духовно-просветительского общества «Сатья-Веда», утверждающего, что культ Велеса и «шуйный путь» являлись аналогами индийских шиваизма и тантризма, среди его многочисленных публикаций — «Се Русь — Сурья», «Искон Веры-Веды. Книга Родосвета. Книга Святогора», «Живые Веды Руси: Откровения Родных Богов», «Кали-видья» и «Шива-видья». В программной для неоязычников книге Владимира Истархова «Удар русских богов» славянская религия понимается как разновидность «общеарийского» ведизма. В инглиизме основная книга носит название «Славяно-арийские веды». Писатель Владимир Данилов провозглашает «ведический социализм». Действуют родноверческие Волгоградская, Коломенская и Тульская «ведические» общины. К возрождению «арийско-русской ведической цивилизации» призывает основанное Николаем Левашовым движение РОД «Возрождение. Золотой век». Именует себя ведическим такое новое религиозное движение, как Звенящие кедры России.